# غيلوان
غيلوان هي قرية في مقاطعة خلخال، إيران. عدد سكان هذه القرية هو 245 في سنة 2006.